# Filmfestival van Florida
Het filmfestival van Florida of Florida Film Festival in Maitland in Florida. Het wordt jaarlijks georganiseerd door het non-profit-theater Enzian. 
Op het festival worden buitenlandse en onafhankelijke Amerikaanse films getoond. Het genre bestaat uit verhalende, educatieve en documentairefilms, korte films, animatie en midnight movies. Ook worden er hoogst experimentele nieuwe media-werken getoond.
Onder de gasten van het festival behoorden bekendheden als Oliver Stone, Gabriel Byrne, Famke Janssen, Jason Lee, Christopher Walken, Dennis Hopper, Leelee Sobieski, Steve Buscemi en William H. Macy. 